# Torneo de Los Ángeles 2011
El Torneo de Los Ángeles 2011 fue la octogésima quinta edición de la competición de tenis Torneo de Los Ángeles disputada en Los Ángeles, Estados Unidos, entre el 25 de julio y el 31 de julio de 2011.

## Campeones
- Individuales masculinos:  Ernests Gulbis derrota a  Mardy Fish por 5-7 6-4 6-4.

- Dobles masculinos:  Mark Knowles /  Xavier Malisse derrotan a  Somdev Devvarman /  Treat Conrad Huey por 7-6(3) y 7-6(10)